# Quang Châu (Bắc Giang)
Quang Châu is een xã in huyện Việt Yên, een district in de Vietnamese provincie Bắc Giang.
Quang Châu ligt op de noordelijke oever van de Cầu.